# Quadricalcarifera viridimaculosa
Quadricalcarifera viridimaculosa är en fjärilsart som beskrevs av Matsumura 1922. Quadricalcarifera viridimaculosa ingår i släktet Quadricalcarifera och familjen tandspinnare. Inga underarter finns listade.